# Kryterium sterowania
Kryterium sterowania – kryterium określające warunek (przykładowo dodatkowy warunek nałożony na ruch robota) najczęściej dotyczący czasu, energii lub błędu sterowania, kryterium to ma postać całki (sumy) po podanym przedziale czasu.

## Zestawienie indeksów jakości sterowania
Poniższa tabela zestawia typowe miary jakości regulacji (zwane też indeksami jakości, funkcjonałami kosztów), które są pewnymi przypadkami uogólnionej miary jakości danej równaniem:
{\displaystyle J(u(.))=\int _{t_{0}}^{t_{k}}{g(\mathbf {x} ,u,t)dt},}
gdzie {\displaystyle g(\mathbf {x} ,u,t)} jest funkcjonałem: stanu {\displaystyle \mathbf {x} ,} sterowania {\displaystyle u} i czasu {\displaystyle t.}
Miara jakości regulacji pokazuje jak dobrze system zachowuje się pomiędzy chwilą początkową {\displaystyle t_{0}} a czasem końcowym {\displaystyle t_{k}.}
| nazwa wskaźnika jakości regulacji                     | opis matematyczny                                                                             |
| ----------------------------------------------------- | --------------------------------------------------------------------------------------------- |
| całka z kwadratu uchybu                               | {\displaystyle J(u(.))=\int _{t_{0}}^{t_{k}}{e^{2}dt}}                                        |
| całka z wartości bezwzględnej uchybu                  | {\displaystyle J(u(.))=\int _{t_{0}}^{t_{k}}{\|e\|dt}}                                        |
| całka z iloczynu czasu i kwadratu uchybu              | {\displaystyle J(u(.))=\int _{t_{0}}^{t_{k}}{(t-t_{0})e^{2}dt}}                               |
| całka z iloczynu czasu i wartości bezwzględnej uchybu | {\displaystyle J(u(.))=\int _{t_{0}}^{t_{k}}{(t-t_{0})\|e\|dt}}                               |
| minimum energii                                       | {\displaystyle J(u(.))=\int _{t_{0}}^{t_{k}}{u^{2}dt}}                                        |
| minimum paliwa                                        | {\displaystyle J(u(.))=\int _{t_{0}}^{t_{k}}{\|u\|dt}}                                        |
| minimum czasu                                         | {\displaystyle J(u(.))=\int _{t_{0}}^{t_{k}}{dt}}                                             |
| całka z kwadratu stanu i sterowania                   | {\displaystyle J(u(.))=\int _{t_{0}}^{t_{k}}{(\mathbf {x} ^{T}Q\mathbf {x} +\gamma u^{2})dt}} |

## Wzór ogólny i ważniejsze kryteria
{\displaystyle J(u(.))=\min \int _{0}^{T}{{\mathcal {L}}(x,u)dt},}
gdzie:
{\displaystyle u(.)} – sterowanie, które może zależeć od różnych czynników,
{\displaystyle {\mathcal {L}}(x,u)} – lagranżjan {\displaystyle {\mathcal {L}}=K-V,} gdzie: {\displaystyle K} – energia kinetyczna, {\displaystyle V} – energia potencjalna.
Przyjmuje się też ujęcie ogólne:
{\displaystyle J=\Phi ({\textbf {x}}(t_{0}),t_{0},{\textbf {x}}(t_{k}),t_{k})+\int _{t_{0}}^{t_{k}}{\mathcal {L}}({\textbf {x}}(t),{\textbf {u}}(t),t)\,\operatorname {d} t,}
w którym wyrażenia {\displaystyle \Phi } i {\displaystyle {\mathcal {L}}} nazywane są odpowiednio kosztem punktu końcowego i lagranżjanem (koszt punktu końcowego należy interpretować jako pożądany stan końcowy a Lagrangian jako funkcję kosztu).
Stosuje się też czasami następujący zapis:
{\displaystyle u=\arg \min _{u}J(x(0),u),}
gdzie {\displaystyle \arg \min } oznacza argument minimum, to znaczy wartość argumentu, dla którego funkcja osiąga minimum.

### Minimum czasowe
Stosowane, gdy ma być zminimalizowany czas (np. robot ma się przenieść do miejsca docelowego w jak najkrótszym czasie)
{\displaystyle J(u(.))=\min \int _{0}^{T}{1dt}=\min {T}.}

### Minimum energetyczne
Stosowane, gdy ma być zminimalizowana energia (np. robot na wykonać operację przy użyciu jak najmniejszej ilości energii)
{\displaystyle J(u(.))=\min \int _{0}^{T}{u^{T}(t)u(t)\,dt}.}

### Minimum średnio-kwadratowe
Stosowane, gdy sumarycznie układ ma otrzymać oraz „wypromieniować” jak najmniejszą ilość energii
{\displaystyle J(u(.))=\min \int _{0}^{T}{y^{T}(t)y(t)+u^{T}(t)Ru(t)\,dt},}
gdzie:
{\displaystyle R=R^{T}>0} – macierz wagowa.
Kryterium to stosowane jest w sterowaniu minimalno-kwadratowym i pośrednio prowadzi do algebraicznych równań Riccatiego.
Korzystając z notacji normy Euklidesowej (zob. też przestrzeń unormowana):
{\displaystyle ||v||=v^{T}v=(\sum _{i=1}^{m}v_{i}^{2})^{\frac {1}{2}},} gdzie {\displaystyle v=[v_{1},v_{2},\dots ,v_{m}]}
w przypadku nieskończonego horyzontu sterowania (całkowania), kryterium to można też zapisać:
{\displaystyle J(u(.))=\min \int _{0}^{\infty }||y(t)||^{2}+\rho ||u(t)||^{2}dt,}
gdzie wyrażenie:
{\displaystyle \int _{0}^{\infty }||y(t)||^{2}dt}
odnosi się do energii regulowanego wyjścia, a wyrażenie:
{\displaystyle \int _{0}^{\infty }||u(t)||^{2}dt}
odnosi się do energii sygnału sterującego.
W sterowaniu liniowo-kwadratowym regulator minimalizuje obie energie. Jednakże zmniejszanie energii regulowanego wyjścia wymaga bardzo dużego sygnału sterującego a mały sygnał sterujący będzie prowadził do dużej wartości regulowanego wyjścia. Rola zmiennej (wagi) {\displaystyle \rho } polega na określeniu zamiany pomiędzy tak określonymi, sprzecznymi celami:
1. Jeśli wybierze się bardzo dużą wartość {\displaystyle \rho } to najbardziej efektywna metoda zmniejszenia kryterium {\displaystyle J} polega na zastosowaniu małego sterowania, kosztem uzyskania dużej wartości na regulowanym wyjściu.
2. Jeśli wybierze się bardzo małą wartość {\displaystyle \rho } to najbardziej efektywna metoda zmniejszenia kryterium {\displaystyle J} polega na uzyskaniu bardzo małej wartości na regulowanym wyjściu, choćby za cenę dużej wartości na regulowanym wyjściu.

Często problem sterowania liniowo-kwadratowego definiowany jest w oparciu o nieco bardziej ogólne kryterium sterowania, które w przypadku ciągłym przybiera postać:
{\displaystyle J=\int _{0}^{\infty }\left(x^{T}Qx+\rho u^{T}Ru\right)dt,}
gdzie {\displaystyle Q} i {\displaystyle R} – symetryczne, dodatnio określone macierze o wymiarach odpowiednio {\displaystyle l\times l} i {\displaystyle m\times m,} a {\displaystyle \rho } to stała dodatnia,
W przypadku dyskretnym i ze skończonym horyzontem sterowania, przy {\displaystyle \rho =1} kryterium to przybiera postać:
{\displaystyle J=\sum \limits _{k=0}^{N}\left(x_{k}^{T}Qx_{k}+u_{k}^{T}Ru_{k}\right),}
co z wykorzystaniem notacji normy Euklidesowej bywa często zapisywane:
{\displaystyle J=\sum \limits _{k=0}^{N}\left(\|\mathbf {x_{k}} \|_{Q}^{2}+\|\mathbf {u_{k}} \|_{R}^{2}\right).}

### Kryterium z normą H-nieskończoność
W sterowaniu odpornym H-nieskończoność kryterium sterowania określa się w oparciu o normę euklidesową z {\displaystyle p=\infty ,} czyli o normę H-nieskończoność:
{\displaystyle ||u||_{\infty }=\sup _{p}||u(t)||_{\infty }=\sup _{p}(\max _{i}|u_{i}(t)|).}